# Алышевский, Владимир Иасонович
Владимир Ясонович (Иасонович) Алышевский  (18 июня 1845 года, Санкт-Петербург — 13 (26) июня 1909 года, там же) — тайный советник, лейб-медик, доктор медицины. Член военно-медицинского ученого комитета. Главный врач Александровской женской больницы и Мариинской больницы для бедных в Петербурге.

## Биография
Родился в Санкт-Петербурге 18 июня 1845 года в семье внетабельного штаб-лекаря, будущего действительного статского советника Иасона Петровича Алышевского, происходившего из киевского духовенства. Прадед Павел Петрович Алышевский был ключарём Киевского Софийского собора и профессором философии в Киево-Могилянской академии. Первоначальное образование получил в 3-й гимназии Санкт-Петербурга, после чего поступил в Военно-медицинскую академию, окончил её в 1868 году с отличием, был оставлен при академии. Состоял ординатором в клинике профессора С. П. Боткина. В 1870 году защитил докторскую диссертацию «Материалы для изучения искусственного паралича диафрагмы у животных».
Через год по рекомендации Боткина занял должность главного врача в только что открывшейся Общине Святого Георгия. Совместно с графиней Е. Н. Гейден и Е. П. Карцевой Алышевскому удалось превратить общину в одно из самых популярных лечебных учреждений. В 1874 году во время Герцеговинского восстания он вместе с сестрами милосердия из общины был в Черногории.
В том же году по возвращении в Петербург занял место старшего врача в Михайловском артиллерийском училище и Михайловской академии. В 1880 году пожалован почётным лейб-медиком. В январе 1884 года по желанию императора Александра III, с которым он был лично знаком, Алышевский был назначен директором и главным врачом Мариинской больницы для бедных и Александровской женской больницы. В 1889 году зачислен непременным членом Военно-медицинского ученого комитета.
В 1890 году цесаревич Николай и Георгий Александрович планировали совершить заграничное путешествие, конечной точкой которого должна была стать Япония. Однако примерно на полпути, в Бомбее, с Георгием случился приступ. По распоряжению Александра III Алышевский был срочно командирован в Афины. Осмотрев Цесаревича «он констатировал у него значительное поражение верхней доли правого легкого спереди и особенно сзади, где в лопаточной области найдено бронхиальное дыхание и созвучная крепитация, в левой верхушке сравнительно незначительные и не постоянные катаральные явления».
Вместе с Георгием Александровичем Алышевский совершил поездку сначала в Алжир, а потом Абастумани. В Абастумани он находился около года, после чего у него появились припадки грудной жабы. Из-за этого ему пришлось вернуться в Петербург, оставить службу и уехать для лечения за границу в Дармштадт. 2 февраля 1891 года по высочайшему повелению был назначен для выполнения особого возлагаемого по воле императора поручения.
21 апреля того же года пожалован в лейб-медики. В 1895 году из-за болезни сердца ему пришлось оставить должность директора Мариинской больницы. Он неоднократно сопровождал за границу и в Ливадию императрицу Марию Александровну. Также по воле Александра III он дважды сопровождал за границу великих князей Сергея и Павла Александровичей.
Умер 13 июня 1909 года в Санкт-Петербурге.

## Семья
Отец — действительный статский советник, военный врач Алышевский (Альшевский) Иасон (Ясон) Петрович (28.04.1815 — 08.06.1893). Мать — Анна Ивановна (урожд. Ярославская) (1822 — 25.06.1899). 
Братья: Виктор (10.09.1847), Антоний (Антон) (09.07.1862—1905), Николай (09.05.1843—1903).
Жена — Мария Петровна (урожд. Гаврилова), сестра генерал-майора Александра Петровича Гаврилова. 
Сыновья: 
- Владимир[7] (1868 — после 1938[8]) — действительный статский советник, камергер, член Государственного совета, бакинской губернатор
- Павел (01.08.1881 — 1918) — камер-юнкер, надворный советник, служил в Ведомстве учреждений императрицы Марии в чине коллежского советника, делопроизводитель Петроградской общины сестер милосердия Св. Георгия Главного управления Российского Общества Красного Креста (РОКК), в 1918 году взят заложником и заключён в Петропавловской крепости, осенью 1918 года расстрелян «как активный враг Советской власти».

Дочери: 
- Мария (1874—1838), жена врача Александра Александровича Липского
- Лидия (1877—1956) — жена д.с.с. Владимира Николаевича Барановского (1871), черноморского губернатора.

## Награды
- Орден Святой Анны 1-й ст.
- Орден Святого Станислава 1-й ст.
- Орден Святого Владимира 3-й ст.
- Орден Меджидие 3-й ст.
- Почетный знак Российского Красного Креста
- Медаль «В память царствования императора Александра III»

## Труды
(Материалы для изучения искусственного паралича диафрагмы у животных : Дис., представл. для получения степ. д-ра мед. Владимиром Алышевским, ординатором Акад. терапевт. клиники проф. С. П. Боткина // Санкт-Петербург : тип. т-ва «Обществ. польза», 1871)